# Dirk Gamlin
Dirk Gamlin (* 26. Oktober 1963 in Lübz) ist ein ehemaliger deutscher Leichtathlet, der für die DDR im Dreisprung antrat.

## Sportliche Karriere
Dirk Gamlin startete bis 1990 für den SC Traktor Schwerin. Nach der Wiedervereinigung wechselte er zum LAV Bayer Uerdingen/Dormagen. Bei DDR-Meisterschaften siegte er 1985, 1986 und 1989. 1988 und 1990 wurde er Zweiter, 1983 belegte er den dritten Platz. In der Halle gewann Gamlin 1986 und 1988. 1984 und 1987 belegte er den zweiten Platz und 1985 war er Dritter.
1986 bei den Europameisterschaften in Stuttgart erreichte Gamlin das Finale mit 16,75 Meter. Im Finale sprang er 16,89 Meter und belegte den fünften Platz. Insgesamt trat Gamlin bis 1989 bei 16 Wettkämpfen im Nationaltrikot an.

## Bestleistungen
- Dreisprung: 17,44 Meter, 7. Juli 1985 in Dresden
- Weitsprung: 7,78 Meter, 3. August 1985 in Dresden[4]